# Hoplodactylus delcourti
Hoplodactylus delcourti är en ödleart som beskrevs av Bauer och Russell 1986. Hoplodactylus delcourti ingår i släktet Hoplodactylus och familjen geckoödlor. IUCN kategoriserar arten globalt som utdöd. Inga underarter finns listade i Catalogue of Life. Artepitet i det vetenskapliga namnet hedrar Alain Delcourt som var direktör för ett naturhistoriskt museum i Marseille.
Arten är känd från en enda individ som hittades i Nya Zeeland. Den är antagligen utdöd.